# Носила је жуту траку
Носила је жуту траку (енгл. She Wore a Yellow Ribbon) је вестерн Џона Форда из 1949. са Џоном Вејном у главној улози.

## Улоге
| Глумац                    | Улога                        |
| ------------------------- | ---------------------------- |
| Џон Вејн                  | капетан Нејтан Катинг Бритлс |
| Џоана Дру                 | Оливија Дандриџ              |
| Џон Ејгар                 | први поручник Клинт Кохил    |
| Бен Џонсон                | наредник Тајри               |
| Хари Кари млађи           | други поручник Рос Пенел     |
| Виктор Маклаглен          | наредник Квинканон           |
| Милдред Натвик            | Аби Олшард                   |
| Џорџ О`Брајен             | мајор Мек Олшард             |
| Артур Шилдс               | др О`Лохлин                  |
| Мајкл Дуган               | наредник Хокбауер            |
| Поглавица Џон Велико Дрво | поглавица Пони Који Хода     |
| Фред Фрејам               | наредник Хенч                |
| Поглавица Небески Орао    | Поглавица Небески Орао       |
| Том Тајлер                | каплар Мајк Квејн            |
| Нобл Џонсон               | Поглавица Црвена Кошуља      |